# Life Changanyisha
Life Changanyisha è un album in studio della cantante italo-somala Saba Anglana, pubblicato nel 2012.

## Tracce
1. Life Changanyisha
2. From Within
3. East African Women
4. Waambie
5. Xamar
6. Mamanita
7. Heskenna
8. Only Babies
9. Night in Manyatta
10. Mukulal
11. James in Dagoretti